# デジタルオーディオプレーヤー

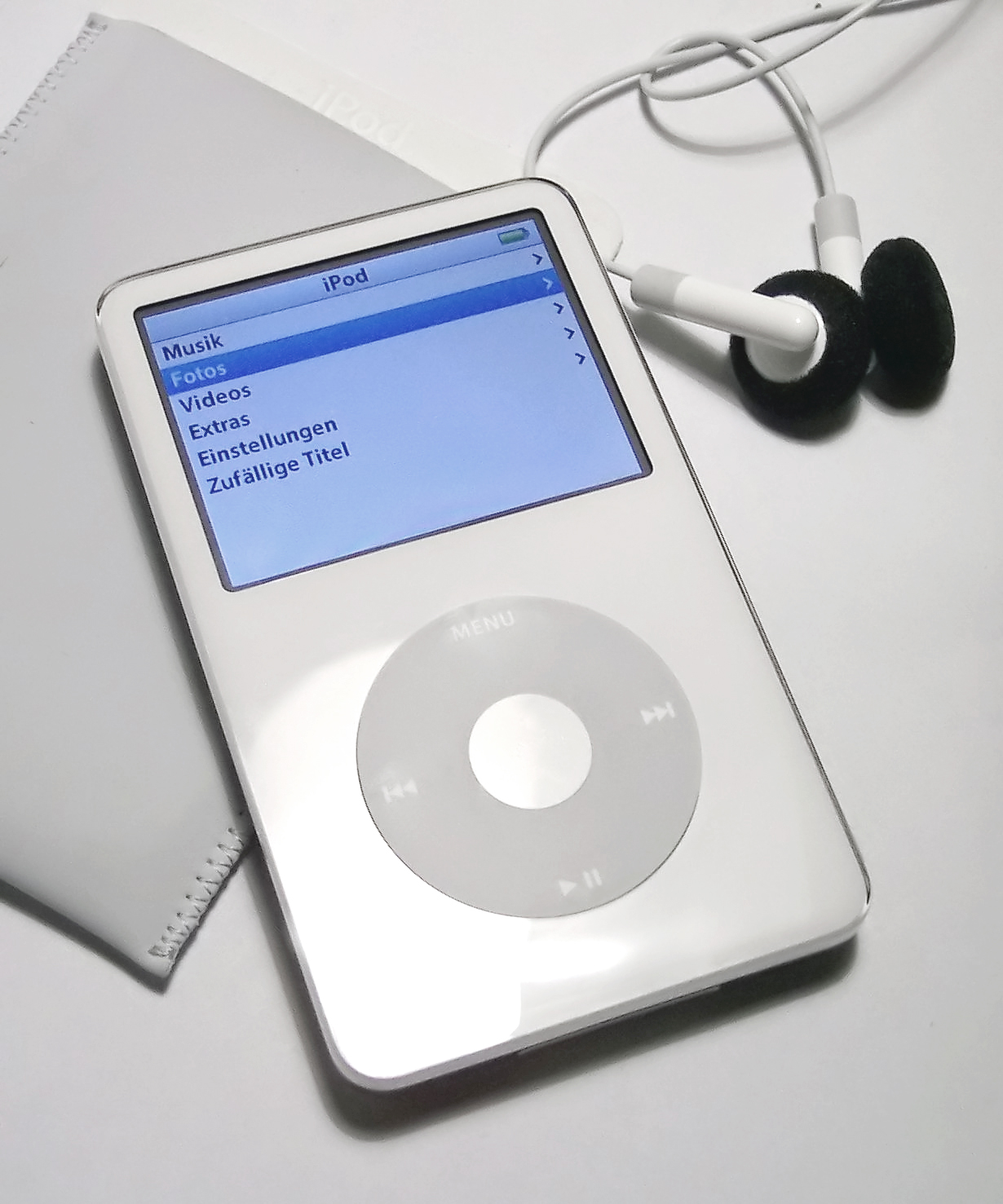
第五世代のiPod

デジタルオーディオプレーヤー (digital audio player, DAP) は、デジタル音楽ファイルを再生可能なオーディオプレイヤーで、特に携帯が可能なものをさす。携帯音楽プレーヤーの一種。
旧来はMP3のみ再生可能、あるいはMP3の再生に対応したプレーヤーとしてMP3プレーヤーと呼ばれていた。2023年現在、複数の音声ファイルフォーマット形式に対応する製品が一般的である（後述）。なお機能を拡張し動画などマルチメディアに対応した機器はデジタルメディアプレーヤーと呼ばれる。

## 概要
デジタルオーディオプレーヤーはデジタル方式の音楽ファイルを再生する音響機器で、携帯電話会社の音楽配信サービスやインターネットの音楽販売サイトから購入したり、CDなどから直接取り込んだ音楽ファイルを再生するのに用いられる。駆動部を持たないため振動に強く、再生デバイスとして有力視されている。
デジタルオーディオプレーヤーという言葉は、広義には1980年代に登場したCDプレーヤーや1990年代に登場したMD（ミニディスク）プレーヤーなども含まれるが、通常は、2000年代に本格的に普及しはじめた記録媒体にフラッシュメモリや小型ハードディスクを使用した音楽プレーヤーを指す。デジタルオーディオプレーヤーという用語が広く使用され始めたのは2000年代半ばからである。
2000年代前半までは音楽ファイルのMPEGによる音声圧縮形式方式としてMP3ファイルが使用されることが多く、MP3プレーヤーという呼称が広く用いられたジャンルであるが、著作権保護などの観点から暗号化技術が進み、MP3以外の形式の採用が進んだ。MP3以外の圧縮形式として、WMA、AAC、ATRAC、Vorbisなどのコーデックを使用する機種が出現し、2000年代半ば頃からデジタルオーディオプレーヤーという呼称が用いられるようになった。一方、近年はCDプレーヤーやMDプレーヤーにも、CDやMD本来のコーデックのほかにMP3を使えるものが現れている。

### 製品ごとの特色
メーカーごとに様々な製品が発売され、機能にはいくつかのバリエーションがあり、単に音声ファイルの再生だけでなく、多機能化機種もある。例として、ラジオ受信機能、ラジオの録音やICレコーダー機能、USBメモリとしても利用できる機能、語学学習などに用いる再生速度調整機能、FMトランスミッター機能などが挙げられる。
また、類似の製品としてICレコーダーがある。ICレコーダーは主に会議や講演などの音声の録音を目的とし、再生面では余り音質は重視しないものが中心であり音楽用途には合わないモノラル機器も多い。もっとも、ICレコーダーの中にも本格的な音響機器として生録音や再生を重視したものもある。反対に、専用のデジタルオーディオプレーヤー製品の多くは、簡易なICレコーダー機能を兼ね備えている。
スマートフォンを含む携帯電話の普及とともに、携帯電話等をオーディオプレーヤーとして利用する事も一般的となっている。一部の簡易的な仕様の機種を除き、ほとんどの携帯電話等は高度な音楽再生機能を備えている。
デジタルオーディオプレーヤー以外にも、やや大型の液晶ディスプレイを搭載し、音楽再生に加えて、フォトビューワー（デジタル写真の閲覧）や映像ファイルの再生を行うなど、より多機能化したプレーヤーもあり、こちらはデジタルメディアプレーヤーと呼ばれる。

## 仕組み
デジタルオーディオプレーヤーは、音楽ファイルを記録する電子媒体、複数のファイルを管理するファイルシステム、音楽ファイルを再生（デコード）するデコーダー、音声を出力するアンプ、操作ボタンなどの操作系、バッテリにより構成される。
ほとんどの機種では液晶パネルなどの表示装置を搭載しており、再生中の楽曲タイトルやアルバム名などの情報を表示することができる。低価格機種の中には表示装置を持たないものもある。
記録媒体にはフラッシュメモリまたはハードディスクドライブを使用する。フラッシュメモリを使用する機器では、プレーヤーにメモリを内蔵するタイプと、SDカードなどのメモリカードを使用するタイプがある（プレーヤーにメモリを内蔵しつつメモリカードも使用可能な機種もある）。ハードディスクではごく一部を除いて機器に内蔵するタイプとなる。2011年1月時点で、フラッシュメモリ内蔵タイプは主に小容量（～64GB）、ハードディスク内蔵タイプは主に大容量（80GB～）を中心に展開されている。
音楽ファイルを管理するファイルシステムでは、古くは独自のファイルシステムを使用し、データの書き込みに専用アプリケーションソフトウェアを利用するものが多かった。近年では特定の環境（OS、管理アプリケーション）に依存せずに使えるUSBマスストレージクラスに対応し、FAT16やFAT32等のパソコンで広く利用される汎用ファイルシステムを採用する機種が一般的である。
現在のデジタルオーディオプレーヤーでは、音楽ファイルの転送方法により
1. 専用の転送ソフトでのみ転送可能なもの
2. 専用ソフトを必要とせず、エクスプローラなどのファイル管理ツールからファイルが転送できるもの（マスストレージ型と呼ばれる）

の大きく2種類に分けられる。

### 専用プレーヤー
iPod、ウォークマン、SD-Audio、Gigabeatなどは前者に属し（Gigabeat Uや近年のウォークマンは後者の仕組みも併せ持つ）、著作権保護(DRM)のため転送したファイルには暗号化などの保護処理が行われる。このタイプのプレーヤーは、特定のパソコン用アプリケーション（たとえばiTunesなど）専用の周辺機器に相当する。よって、使用には必ずパソコンと専用ソフトの使用が必須である。また、DRMの関係上、通常はプレーヤーから音声ファイルを取り出せないためパソコン側の音楽ファイルはバックアップとして保管が求められる。暗号化するため転送に時間がかかりやすく、転送ソフトの負荷が大きい。
専用プレーヤーの内にも、後述の汎用プレーヤーのようにUSBストレージとして使用できる物もあるが、DRM処理されてない一般の音楽ファイルを汎用プレーヤーのように転送しても、プレーヤーが認識せず再生できない場合がある。
それゆえ、複数の種別の専用プレーヤーを利用する場合は、それぞれのプレーヤー種別毎に音楽ファイルを多重管理する必要がある。また、専用プレーヤー間で機器を乗り換えする場合、DRMの掛かったファイルを乗換え先に持ち出せない可能性が高い。

### 汎用プレーヤー
後者のタイプのプレーヤーでは、DRMが掛かっていないMP3やWMAなどの音声ファイルを、USBストレージに直接データファイルとして保存する。前述の専用タイプとは異なり、FAT/FAT32ファイルシステムを扱えるのであれば、パソコンさえも必要としない。
またプレーヤー自身を、USBホスト機能を持つアンプ、ミニコンポ、ラジカセ、メディアプレーヤー、ポータブルDVDプレーヤーなどの機器に接続して、ストレージ内の音楽ファイルを再生（機種によっては録音）可能である。
DRMの掛かった音楽ファイルは、通常の汎用プレーヤーでは再生できないが、一部にはDRMの掛かった物を再生可能な汎用プレーヤーも存在する。DRMの掛かったファイルのみWMPなどのソフトを使用してプレーヤーに転送する。国内メーカーの製品ではシャープ、日本ビクター（現・JVCケンウッド）、ケンウッド（現・JVCケンウッド）、SANYO、ウォークマン、Giganeatなどのプレーヤーの一部の機種がこれに当たる。
プレーヤーとしてではなく、単なるUSBメモリとしての利用も可能ではある。
DRMが掛かっていないため、複数のプレーヤーや、プレーヤー間での機器乗り換え作業は比較的容易である。

## 利用方法
これらの機器は主に、コンパクトディスクやカセットテープ・MDなどといった媒体からパソコンなどを使ってファイルに変換するリッピングと呼ばれる作業を行い、抽出した音楽ファイルをパソコンに接続して転送してプレーヤーに書き込んで利用する。
また近年では、歌謡曲や洋楽・懐メロ・クラシック音楽・民謡・民族音楽など幅広く取り揃えたダウンロード販売などのサイトを利用する形で、インターネットで購入した音楽ファイルを書き込んで利用する人も多く、後述するようにiPodなどはこのダウンロード販売とセットにして扱いやすくすることでシェアを伸ばした。2005年頃よりはポッドキャスティングの形で、最新歌謡曲やヒットソングから落語までといった様々な有償・無償のサービスが展開されている。
このほかにも街角やコンビニエンスストアに設置された情報端末から直接音楽データを購入できるサービスも始まっている。その他には多機能化機種では、内蔵されたラジオからの録音・再生にも対応している製品もある。
音楽CD数十～数百枚にも匹敵する内部記憶装置の大容量化といった事情に伴い、プレイリストの指定といった形で、その時の気分で優先して再生する音楽を選べる機能を持つものも多い。曲に関する様々な情報が記載された画面を見ながら選曲できるなど、従来の携帯音楽プレーヤーには無い様々な利便性を供えている。この中には歌詞テキストファイルや写真（デジタル画像）の表示といった付加価値を持つ製品も見られる。
電源は内蔵二次電池（専用アダプターによる充電式）と乾電池を使うタイプの2種類がある。前者ではパソコンそのものを充電器として利用できるほか、外付けバッテリーが利用できるタイプの物もある。後者では、乾電池を使う一般的な機器に比べると消費電力がやや大きいにも関わらず単四型電池1本しか利用できないものが圧倒的であり、これ以外の音楽プレーヤーに比べると電池切れが早い製品も少なくない。ニッケル・水素蓄電池のような高機能蓄電池も利用できるが、主な乾電池型二次電池の電圧が、乾電池の1.5Vに対して1.2Vと低い為、使用するプレーヤーによっては、プレーヤーの電池残量計が早めに電池切れと判断し、乾電池を使用した時よりも電池の持ちが悪くなる事がある。
2000年代半ばのプレーヤーでは、USBからの給電を前提にしてACアダプタを付属しないものもある。通常、パソコンのUSB端子を利用するが、充電のためだけにパソコンを起動しなければならないなどの欠点もある。これを補うものとして、ACコンセントからUSBの電力だけを供給できるアダプタや、同様にUSBの電力供給が可能な携帯式のバッテリパックなどのグッズが出現している。
ただし、対象外の機器で充電されるのを嫌い、専用の充電器かパソコンのUSBからの充電でも、デバイスとして認識されている状態でないと充電しない機種もある。充電表示していないだけで実際には充電されているという機種も存在する。
音声入力をもたないカーオーディオ機器などでデジタルオーディオプレーヤーの音楽を聴けるように、FMトランスミッターを内蔵するプレーヤーもある。また、外付け用のFMトランスミッターも多く発売されている。これは、再生音声をFMラジオの電波で飛ばすもので、FMラジオをもつカーオーディオやラジカセ・ミニコンポで受信して聴くことができる。室内でも、手元にプレーヤーを置き、わずらわしいケーブル配線などをせずにワイヤレスで室内の離れたところに設置された音響機器で再生するといった使い方ができる。ただし電池の持ちに関しては構造上あまり芳しいとは言いにくいため充電しながらの利用になることも多い。
またカーオーディオ分野にも、デジタルオーディオ対応プレーヤーの増加が見られる。古くはCD-Rに焼き付けたMP3再生にのみ対応していたが、次第に各種フォーマットにも対応してきた。さらに、近年のDVD普及により、音楽ファイルを焼き付けたDVD-R等を再生できる機種も、日本ビクター（現・JVCケンウッド）から登場したほか、音楽CDを自動的にリッピングして内蔵ハードディスクに保存する機能を持つものもある。また、USBメモリ用のコネクタ付きモデル、iPod専用コネクタ付きモデルも登場。年々対応機種は増加している。なお、いずれの機種も年々価格が下落しており、自動車の標準装備となる日も近いとする意見もある。
さらに近年では、Bluetoothに対応したデジタルオーディオプレーヤーも登場した。Bluetooth対応のヘッドホンやオーディオ機器と組み合わせて、ワイヤレスで音楽等を楽しむことができる。Bluetoothを内蔵するプレーヤーは少数であるが、外付け用のBluetoothトランスミッターも多く発売されており、トランスミッターを介することでBluetoothに対応できる機種は数多く発売されている。

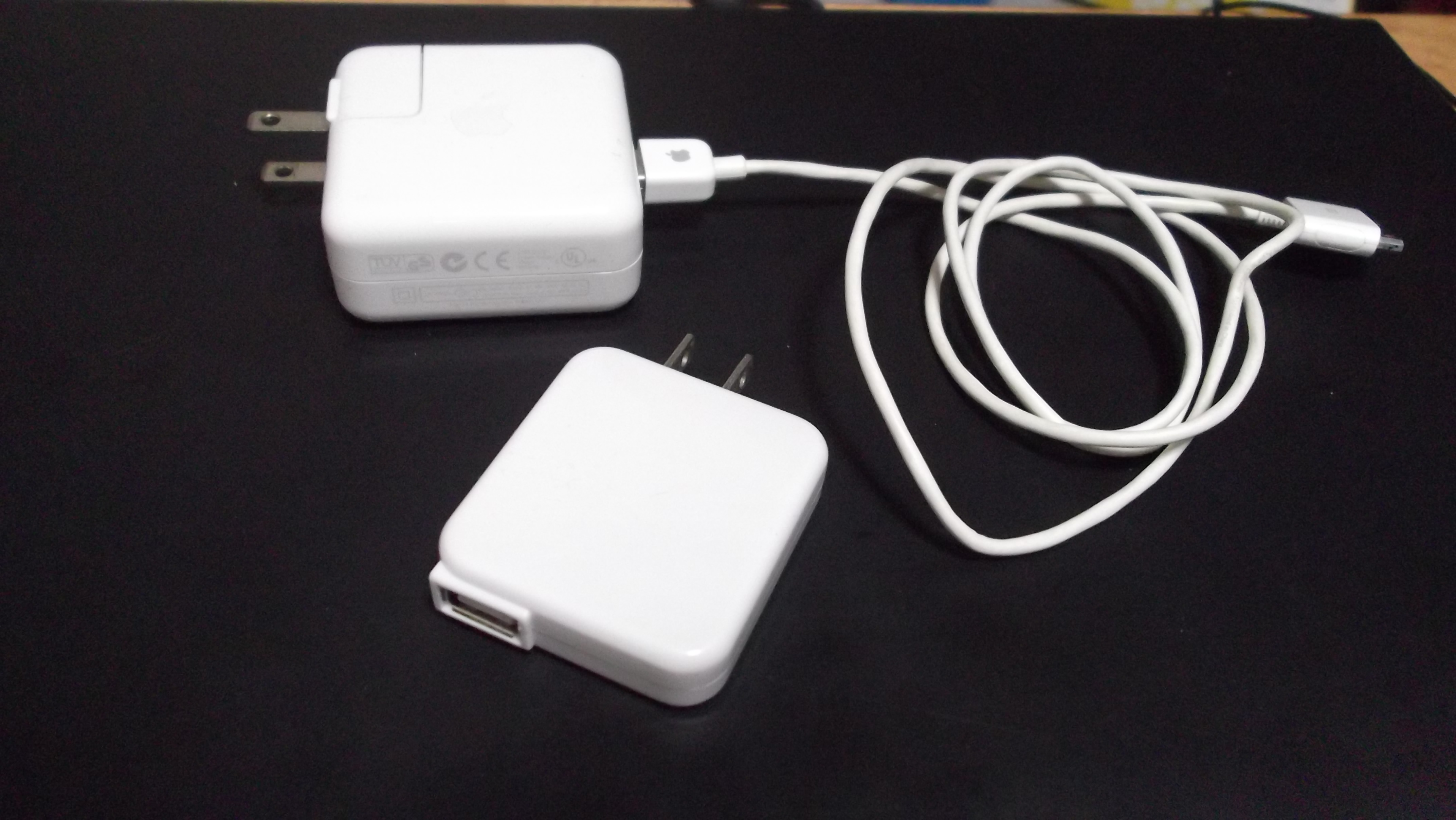
AppleACアダプタと多目的型ACアダプタ（アプライド）。近年ではアップルもiPodに付属させていない機種も多い。

## 歴史

### 初期
初期の携帯音楽プレーヤーは1979年に登場したウォークマンに代表されるアナログカセットテープ タイプのものだった。これによって部屋の中だけで聴いていた音楽が、外の世界へと開放された。CD登場後は携帯CDプレーヤーが隆盛したものの、用途は再生のみに限られていた。CDは2000年頃までは自作できる環境が整っておらず、ユーザーの好みの曲だけを集めたオリジナル編集CDの作成が困難であったため、レンタルCDをテープに録音し、音楽CD自体を所有しないユーザーからはカセットテーププレーヤーの方が珍重され、カセットから携帯CDプレーヤーへの置き換えには至らなかった。その後、8cmCDが出たものの、容量の少なさやプレーヤーの小型化技術が発達していなかったことがネックになっていた。
このため、携帯機器にふさわしいよりコンパクトで、簡易なメカニズムで書き込みや書き換えができるシステムの登場が待たれていた。1980年代後半に高度な高能率符号化による圧縮技術の開発が進み、1992年にはソニーがMD（ミニディスク）を、パナソニックとフィリップスがデジタルコンパクトカセットを出している。MDは急速に普及し、この時点での携帯音楽メディアのスタンダードになると思われた。しかし1993年に動画のパッケージメディアおよび伝送のためにMPEG1が規格化され、その音声部分の符号化方式としてつくられたMPEG Audio（Layer1～3）の登場が期待されるようにもなっていた。
同じ頃、不揮発性メモリの本命となったフラッシュメモリが実用化され普及が始まっていた。当初はMPEGオーディオコーデックと組み合わせ、放送機器など業務用のオーディオ記録再生装置に使用されていたが、1995年ころから「シリコンオーディオ」「ソリッドオーディオ」などの名称で携帯型の試作品が発表された。LSIの高密度化によって、コンシューマ製品に導入されるのは目前に迫っていた。
1996年に米国でListen up playerというmp3を初めて作った。
そんな中、日本では韓国サムスン系のセハン情報システムズ社が1998年2月に世界で初めて発売した「mpman」の輸入販売がMP3プレーヤーの嚆矢となる。日本メーカーなどが著作権の問題などでインターネットでの音楽配信を躊躇い、CDからMDに録音するというスタイルを延命させようとする中での発売だった。当時、内蔵メモリー64 MBモデルの価格が53,000円で、特許ライセンスの関係でMP3エンコーダーは付属しておらず、自前で用意する必要があった。この機器は多くの好事家の興味を引き、雑誌などで盛んに紹介されたものの、高価格と入手難、マイナーメーカーの製品であること、なによりも当時すでに問題になっていた違法コピーのイメージから来る胡散臭さとあいまって、広く知られるまでには至らなかった。
同年5月には、SolidAudioという携帯プレーヤーをNTTと神戸製鋼所が共同で開発中であると発表された。このSolidAudioはTwinVQというNTTが開発した独自の圧縮フォーマットを採用しており、著作権の管理機構と専用の販売ルートを持つ、今日のITunes Music Storeに似たコンセプトの機器だった。しかしTwinVQにのみ対応するSolidAudioは、その利便性の悪さ等が原因となり、あまり普及せずに終わっている。こうした状況を受け、その後、日立マクセル（現・マクセル）や富士フイルム（AXIAブランド）等から次々とTwinVQ以外のMP3やWMAといった、広く使われている圧縮形式にも対応する後期SolidAudio（AXIA ZeroCORE等）が発売され、現在のMP3プレーヤーの先駆けとなった。
そして、後述の裁判の影響で発売が伸び、1998年のボーナス商戦にかろうじて間に合ったダイヤモンドマルチメディア社のRio PMP300が発売される事となる。容量は内蔵32MBに加え、スマートメディアで増設が可能だった。当時オープン価格で発売されたが、各店舗の実質的な販売価格は2万7800円だった。
この時期はWindows 98およびMMX Pentiumの普及拡大期と重なる。しかしエンコードには未だ再生時間の数倍の時間がかかっていた。当時の市場ではUSBは標準装備され普及していたものの、まだ技術的に十分成熟しておらず一般的なインターフェイスではなかったため、この時期のプレーヤーの内蔵メモリーへのデータ転送にはパラレルポートを用いるものが一般的だった。
アメリカでは、Eiger Labs F10という容量32 MBの製品が1998年夏ごろ登場しているが、普及には至っていない。同年9月にDiamond Multimedia社は、買収した韓国DIGITALCAST社（mpmanの共同開発企業）の製品を元にしたRio PMP300を発表したが、アメリカレコード協会 (RIAA) から違法コピーを助長するとして販売差し止め請求が裁判所に提訴された。結果的にこの請求は米連邦地裁によって却下され、RIOはクリスマス商戦に間に合うように発売され (199US$)、大きな成功を収める。PMP300にはCDからのリッピングとエンコードを行うJukebox MP3というソフトウェアが付属していた。
1999年になると、USBへの対応を強化した「Microsoft Windows 98 Second Edition」が発売された。これに合わせるかのように、DiamondはRioをバージョンアップさせた"Rio500"を発売。Rio500は、11 Mbpsで転送可能なUSBをサポートして、1曲の転送時間を5秒前後にまで押さえ込み、メモリーも内蔵64 MB（スマートメディアで拡張可能）を搭載した。当時流行していたスケルトン調のデザインや、Windows/Mac問わず利用できる点、実際のオーディオ機器に近づいたシンプルなインターフェース、ジョグダイアルによる快適な操作性などから高く評価され、ヒット商品となった。未完成な点は多かったものの、コンシュマー向け製品としての問題が解決され、初めての実用的なMP3プレーヤーだったと言えよう。Rio500ではMP3プレーヤーの歴史上初めて"DIGITAL AUDIO PLAYER"の文字が液晶下に刻まれている。
またRio500はAudibleという語学コンテンツ向けフォーマットにも対応しており、音楽だけではないMP3プレーヤーの可能性を開拓。楽曲配信サービスRioport.comにも対応しており、現在のiTunes Music Storeのようなサービスが受けられたものの、当時の通信インフラ（56 kbpsアナログモデムが主流）や普及率などの問題があり、展開が早すぎたため失敗した。
この様に、初期の機器がMP3フォーマットの音楽再生用機器として発売された歴史的経緯から、MP3プレーヤーという名称が今日まで使用されている。しかし、その後に独自技術で参入する企業が多かったこともあって、現在の携帯圧縮音楽再生機器は複数の圧縮フォーマットが再生可能となっており、MP3プレーヤーという言葉は実態に即しておらず、必ずしも正しくない。より正確を期すならデジタルオーディオプレーヤーが相応であろう。

### 容量増大への模索
2000年代に入り国内パソコンメーカーが発売するパソコンの多くにCD-RWドライブが標準で搭載されるようになりCD-Rレコーダーが普及すると、これにMP3ファイルを焼きつけてプレーヤーで再生する製品が発売される様になった。当時のフラッシュメモリのMP3プレーヤー製品は、内蔵メモリーの容量として64MB～128MBの物が多く、また外部インターフェースを持つ製品では、当時の低容量かつ高価なメモリーカードを買い足す事で増量が可能という製品が多かった。したがって安価なCD-Rメディアで640MB～700MBという容量は概ね十時間超の音楽を録音できる計算となり、フラッシュメモリ製品に対して十分なアドバンテージを持っていた。メディアのサイズによってプレーヤーの大きさが決められてしまうため、フラッシュメモリ製品のような小型化や省電力化はできないが、大容量と携帯CDプレーヤーとしても使用できる点をアピールして、I・Oデータ、ケンウッド、アイワ（初代法人、現・ソニーマーケティング）、Rioなど、各社から製品が発売され、のちにパナソニックやソニーなどポータブルオーディオの大所からも発売された。
MP3プレーヤーのストレージにハードディスクドライブ(HDD)を用いる試みは、早くも1999年には製品化にこぎつけられている。コンパックが開発し、ライセンス供与を受け製造・販売された韓国のHanGo Electronics(現:Remote Solutions)のThe Personal Jukebox (PJB-100)は、ノートPC用の2.5インチHDDを搭載したMP3プレーヤーで、容量は4.8GBだった。翌年の2000年9月にはCreative Labs社から6GBのHDDを搭載したNOMAD Jukeboxが発売された。NOMAD Jukeboxは携帯CDプレーヤー大で、それらをもっと厚くしたような外観をしていた。また、同年12月にはフランスのArchosより6GBのHDDを搭載したJukebox 6000が発売された。
これらの製品はMP3プレーヤーとしてメガバイトからの脱却を達成した画期的な製品である。ただし、大きく重いうえ、動作中はHDDからの震動が身体に伝わってくる重厚な製品で、基本的には持ち運びが可能な据え置きMP3プレーヤーというべき製品だった。
これらのアプローチはフラッシュメモリプレーヤーを駆逐するまでにはいたらず、各製品はそれぞれ並存することになる。なお、フラッシュメモリプレーヤーの中にはメモリーカードを用いて容量増大が可能なモデルも存在した。
また、こうした容量拡大策の弊害として、一部でプレイヤー本体を解体して内蔵の記憶媒体を取り出す行為が見受けられた。特に2004年に発売されたNOMAD MuVo2では、当時6～7万円以上していた4GBのマイクロドライブを搭載しながら実売価格が2万円台後半であり、デジタルカメラ等への流用目的で本機を解体してマイクロドライブを取り出し、残った外装部分をオークション等で転売するケースが見られた。

### 日本国外メーカーの乱立
1999年以降、パソコンの入出力デバイスとしてUSBが普及、また、CD-Rドライブが普及し、USB接続タイプのメモリープレーヤー、MP3対応のポータブルCDプレーヤーが多数発売されていった。それらのほとんどは韓国に開発拠点を置き、中国で生産されたものだった。そのころにはMP3デコーダーを搭載した汎用電子チップが安価で出回るようになり、メモリータイプは構造が単純で開発しやすいなどの理由で、ポータブルCDプレーヤーは既に構造が成熟しており構成部品が入手しやすかったなどの理由で、規模の小さなメーカーが規模の小さな市場にひしめき合う状況となった。それらのメーカーの製品は、音質や（とくに日本語環境での）使い勝手に難があるものが少なくなかった。また、製品のサポート体制も不透明だった。市場が発展途上かつ前述の胡散臭いイメージが残っている状況で、メーカーが淘汰されてはまた現れる状況がしばらく続いた。
そんな中、米国のRio、シンガポールのCreative、韓国のMpio、iRiver、iAUDIOといったメーカー・ブランドが日本でもある程度認知され、ブランドイメージを確立するにいたった。これらのメーカーは、MP3以外のフォーマット（WMA、Vorbisなど）の対応にも積極的で、製品サポート体制も自社、代理店およびWeb上で積極的に行なった。

### 日本メーカーの動向
一方の日本国内の家電メーカーは、レコード会社を併設している所が多く、著作権的に問題があるとしてMP3プレーヤーには消極的だった。また当時はPCやインターネットの普及率の低さもあって、音楽の複製はアナログカセットやMDに行うスタイルが主流であり、またそれらを外へ持ち出すためのプレーヤーも安価となっている最中だったため、家電販売店側もMP3プレーヤーの販売には消極的だった。その結果、製品の多くがPCに関連したメーカーかPC部品の輸入代理店からの発売となり、一般の家電販売店よりはむしろPC関連機器の販売店でMP3プレーヤーが売られている事が多かった。このためにMP3プレーヤーは、家電量販店ではマイナーな電気製品として、売場の隅で一部有名メーカーの製品のみがひっそりと売られる状態が続くこととなった。
ケンウッドは、後述のDCP-MP727の失敗により、この市場から遠ざかることとなる。後の再参入でも、他の日本メーカーよりも出遅れることとなる。

### ソニーのATRAC3方式による参入
1999年12月にソニー（初代法人、現・ソニーグループ）は「メモリースティックウォークマン NW-MS7」を日本で発売し、デジタルオーディオプレイヤー市場に本格参入した。記録媒体として同時発売した「マジックゲートメモリースティック」を用いて、記録フォーマットはMDLPに採用されていたATRAC3方式を採用し、漢字表示対応のEL液晶を備えたボディは100円ライターの二回り大きくした程のサイズで、ウォークマン発売開始20周年の節目を飾るモデルの一つとなった。
NW-MS7の開発に際し、ソニーは著作権保護にSDMIに準拠する二つの暗号化技術（OpenMG/MagicGate）を採用したことでクリアした。例えばエクスプローラでファイルコピーをしたり、インターネット上へアップロードした場合は複製ファイルの再生は不可能となる。
また、ソニーグループのソニー・ミュージックエンタテインメント（音楽ビジネス事業部、現・ソニー・ミュージックソリューションズ）が同月中にOpenMGとATRAC3を採用した音楽配信サイトBitmusicの事業開始にこぎ着けた。
2000年1月には、シリコンオーディオプレイヤーの「VAIO music clip MC-P10」を発売した。この機種は64MBの内蔵メモリのみ搭載し、大きさは軸が太めのボールペンと同等となり、NW-MS7よりも大幅に小型化した。
続いて同年秋には携帯電話に音楽再生機能を持たせた、エーユー（旧：IDO・DDIセルラーグループ連合、現：KDDI）・沖縄セルラー電話連合（各auブランド）向けC404S DIVAとNTTドコモ向けDocomo by SONY SO502iWMを相次いで発売している。これらの機種はスティックリモコンとMGメモリースティックスロットを搭載し、付属のOpenMG JukeBoxから音楽データをチェックイン/アウトする機能を備えた所から、「メモリースティックウォークマン」を一体化した感が強かった。また、光ミニジャックを備えてダイレクトエンコーディングにも対応した。しかし、それなりの評価を得た一方で、厚みのある本体で音楽再生は電池の持ちが余り良くなく、有る程度複雑な操作を憶えなければいけない事で当時は万人受けしなかった点から、2004年頃に携帯電話業界が音楽再生機能に注力するようになるまで同様の後継機が出ることは無かった。SO502iWMは2001年末頃まで市販されていた。

### MP3以外のフォーマットへの対応
デジタルオーディオプレーヤーの再生フォーマットは、当初はMP3のみであり、後にTwinVQ、ATRAC3、AAC といったフォーマットも登場した。しかし前述のとおり、著作権保護を重視するあまり、使い勝手の悪いものとなってしまい普及するにはいたらなかった。そのようなMP3の一人勝ちの状況にあって、対抗しうるフォーマットとして Microsoft が開発した Windows Media Audio (WMA) が登場した。MP3と比べても圧縮率・音質に遜色なく、Windows Media Player (WMP) にエンコーダーが標準搭載されているため、普及が期待できた。そして、ポータブルプレーヤー市場でもWMAに対応したものの登場が望まれた。
WMAフォーマット対応の製品としては、2000年8月発売のダイアモンド・マルチメディア・システムズの「Rio 600」が最初のものとなった。内蔵メモリと増設バックパック併用タイプだが、バックパックの容量は限られ（発売されたのは32/64MB）、筐体はまだまだ大きかった。本格的な普及は、後述のケンウッドとアイリバーのCDプレーヤータイプの登場を期に一気に加速することとなる。メモリータイプに関しては、2001年4月発売のMPIO「AD-DMGシリーズ」や同年11月発売のPanasonic「SV-SD80」の登場で小型化・高機能化が一段と進められることとなる。
AACフォーマットについてもPanasonicが細々と対応製品を販売し続けていたが、後述のiPodの発売と大人気によって普及に弾みがつき、今ではMP3に次いで利用されているフォーマットと言える。

#### ケンウッド vs. アイリバー

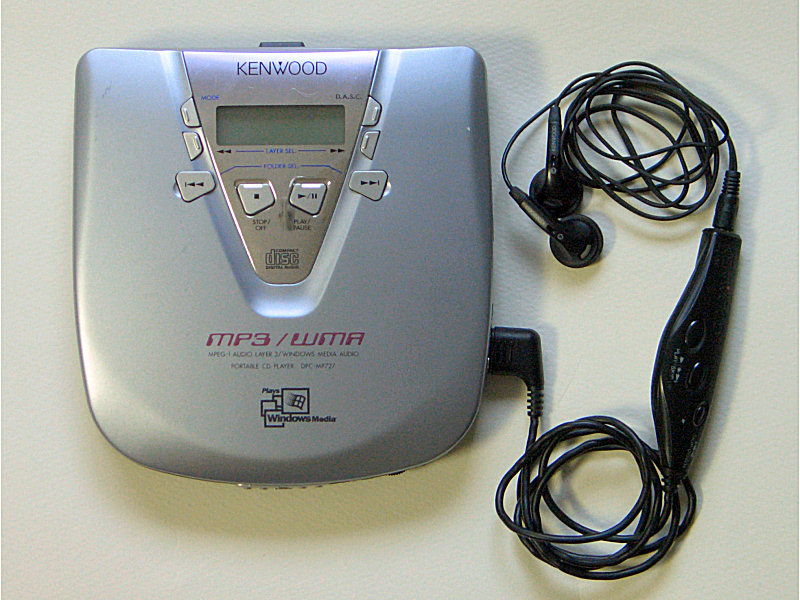
ケンウッド DPC-MP727

2001年初頭にケンウッドが世界初のWMAフォーマット対応のCDプレーヤータイプのデジタルオーディオプレーヤー「DCP-MP727」の発売の発表を行なった。しかし、実際の発売は4月となり、結局は3月末にアイリバーの「iMP-100」（日本ではソニックブルーの「RioVolt SP-100」として発売）に先を越され、ケンウッドは出だしからつまずくこととなった。
どちらの機種も発売早々から人気機種となったが、最終的にはアイリバーの躍進とケンウッドのデジタルオーディオプレーヤー市場の一時撤退という結果となった。
iMP-100 (RioVolt) は、基本的に パソコン周辺機器としてのデジタルオーディオプレーヤー であり、記録媒体としてCD-R/RWを用い、付随機能として音楽CDも再生可能という、大容量のデータの操作管理性や機能を重視していた。また、ユーザ自身でファームウェアのアップグレードが行なえ、機能の追加、操作性の向上やバグの改善ができた。
DCP-MP727は、基本的に 音響機器としての音楽CDプレーヤー であり、付随機能として圧縮音楽フォーマット (MP3, WMA) にも対応した、音楽再生重視のものだった。音質は良かったものの操作性は良くなかった。純粋にポータブルCDプレーヤーとして見ても中途半端な存在だった。
当時のデジタルオーディオプレーヤーの購買層・ユーザ（主としてパソコンマニア）にとっては、音質よりも操作性や機能性を重視する傾向にあった。操作性に難のあったDCP-MP727は次第に敬遠されるようになり、iMP-100 (RioVolt) の一人勝ちの様相となった。
アイリバー社はこの成功がその後の躍進の足がかりとなった。

#### 日本における規格の乱立
前述のように、フォーマットやメモリーカード、著作権保護技術の種類の増加により、日本では規格の乱立が起こった。
日立マクセルや富士フイルムAXIA、東芝デジタルフロンティア（現・東芝エルイートレーディング、以下東芝）、ハギワラシスコムが採用するSolidAudio、パナソニックや日本ビクター、東芝が採用するSD-Audio、ソニー、シャープが採用するメモリースティックオーディオ(ATRAC AD)、三洋電機やTDK（コンシューマー事業部、後のTDKマーケティング → イメーション TDK Life on Recordブランド）が採用するLiquid Audioなどが存在していたが、わずか数年でソニー以外のメーカーはほぼ全て撤退した。
その後、2002年に、東芝が独自の著作権保護機能を有したデジタルオーディオプレイヤー「gigabeat」を発売。また、ケンウッドも2005年に、東芝の著作権保護機能をベースにしたものを用いたデジタルオーディオプレイヤーを発売するが、どちらもMTP対応プレイヤーへと移行していった。
松下電器産業（後のパナソニック〈初代法人〉 → パナソニックホールディングス、以下パナソニック）も2005年にSD-Audioプレイヤーに再参入し、国内シェア3位に位置するも、2008年には市場シェアが1%台に落ち込み事実上撤退した。
ソニーは2007年8月30日に「WALKMAN goes OPEN」を掲げ、海外市場向けの商品はATRAC ADからMTP対応のプレイヤーに移行した。一方、日本国内ではその後も採用を続け、日本向けモデルではATRAC ADとMTPの兼用プレイヤーも存在したが、2019年発売モデルからはATRAC ADに対応しなくなった。また、パナソニックもD-snapブランドの終了によりデジタルオーディオプレイヤーからは事実上撤退したが、SD-Audioの規格自体はD-snapブランドの事実上の後継シリーズのワンセグテレビやデジタルメディアプレイヤーで従来機種からの互換性維持のために継続して用いられている。

#### ラジオなどへの対応
低価格化、小型化も進み、FMラジオが聞けるMP3プレーヤーや、ボイスレコーダー搭載などの多機能製品も出回った。ただしFMラジオチューナーが基本的で、AMラジオは、ノイズが乗りやすく、プレーヤーに内蔵するとラジオ側がプレイヤー側のプロセッサなどが発するデジタルノイズの影響を受けやすいことや、アンテナ部分の小型化がネックとなるために搭載するのが難しい。このためAMラジオ搭載は一部の商品に限られた。
また中国などアジア大陸・東南アジア産（DEGEN、TECSUNなど）に散見される短波放送を受信可能な「マルチバンドレシーバー」タイプのプレイヤーも登場した。
MP3やWMAフォーマットの音楽ファイルをパソコンに溜め込む人の増加や、音楽CDを一々プレーヤーから出し入れするのが面倒といった需要もあって、BGMの連続再生などを行える、大容量の記憶媒体を搭載した据え置き型の機器や、無線LANを経由してパソコンの内部の音楽・動画ファイルを再生できる機器も登場した。

### アップルiPodの挑戦と躍進
iPodはApple Computerから2001年10月24日に発売された。新開発の東芝製小型HDDを搭載し、容量は5GB。後に10GB、20GBの製品も発売された。発売当初は高価なことが指摘されたが、容量あたりの価格は業界でも安い方の製品だった。他社のHDD搭載プレーヤーは大きく重く再生時間が短いため、実際には携帯に不向きだったのに対し、iPodはこれらの欠点を克服した最初の製品となった。
またそれまでのMP3プレーヤーの多くは容量の少なさから、所有者の音楽コレクションのうち、厳選された一部を持ち歩くという使われ方が主流だった。一方、当時のiPodでは5GB～20GBという容量により、ほとんどの使用者にとって自分の音楽コレクションの全部又は大部分を持ち歩くことが可能となった。これはつまり使用者が日頃あまり聞かないような音楽ファイルをも持ち歩くことになる。これら膨大な音楽ファイルの再生に一貫性を持たせるためには、M3Uファイルのような再生リストを作成して、使用者の好みに合わせた演奏の順番を決める必要があった。それまで再生リストの作成は手作業だったが、容量の少なさ＝ファイル数の少なさに直結していたため、多くの使用者にとってさほど負担になる作業では無く、特に問題とはならなかった。
iPodに格納された大量の音楽ファイルから使用者にとって意味のある再生リストを生成する作業は、手作業では極めて難しい。そのためiPodには、iTunesという音楽ファイルの転送と再生リストの自動生成機能を兼ね備えたソフトウェアが添付されていた。iTunesは、MP3ファイルのID3タグの情報を元にファイルを自動的に分類し、複数種類の再生リストを自動的に作り上げる機能を持っている。この機能のおかげで使用者は自分の要求に適った再生順をたやすく実現することができた。
言いかえれば、iTunesの高度な再生リスト自動生成機能は、iPodの容量を最大限生かすために存在するのであり、またiPodの大容量ストレージが音楽ファイルの新しい利用方法を生み出し、それを活用するための最適な手段としてiTunesがあるとも言えるだろう。また、iTunesがインストールされているパソコンに音楽CDをマウントするだけで、曲名、アーチスト名、演奏時間などのデータも自動的に取り込まれ（正確にはインターネットのデータベース経由で）、ユーザがそれらの情報を手入力する手間が不要になったことも大きかった。
当初（2003年10月17日まで）iTunesはMac専用ソフトであり、WindowsユーザはiPodを公式には利用することはできなかった。事実上は可能だったが、Windows搭載パソコンにFireWire端子をPCIカードなどを使い装備し、かつサードパーティー製のソフトを購入またはダウンロードしインストールする必要があった。しかし市場が大きくなるにつれ、iPodもMac向け/Windows向けの2種類が販売された。2004年にはこの2パッケージでの販売はなくなり、Mac/Windows両対応となる。
iPodは好評を持って迎えられ、発売当初は多くの販売店で品切れとなった。その後2004年2月に、アップルはiPodを小型化したiPod miniを発売する。小さく薄くなり、容量も4GBに減ったものの、白一色だったiPodに対しiPod miniは5色から選べる事となった。価格も抑えられており容量単価は相変らず業界の最低ラインだった。iPodの成功は、特に日本ではMDプレーヤーの普及の影で一部趣味者のみが使用していたMP3プレーヤーが、一般ユーザに対する市民権を得て、MP3プレーヤーが携帯オーディオ市場のメインストリーム商品へ躍り出る契機となった。
この後、アップルはiTunes Music Storeで、自身で音楽の流通をも担うようになった。一曲99セント（US価格）という、業界最低クラスの驚くべき低価格設定だった。また、購入者の氏名を暗号化して曲のファイルに書き込むという独自の著作権管理機構を採用しており、iPod以外では再生できないファイル形式ではあるものの、iPodには何台にでもコピー可能、パソコンには5台までコピー可能、CDには何枚でも焼ける事から、対抗する音楽ダウンロード販売サービスから見れば緩すぎるとまで言われた。しかし、既存の音楽業界関係者の大半の予想を裏切って消費者に好評のうちに迎えられた。
スティーブ・ジョブズは、iTunesがWindowsに対応したことを発表するイベント内で「われわれは違法ダウンロードと戦う。訴えるつもりも、無視するつもりもない。競争するつもりだ。」と発言。この言葉は、音楽ダウンロード販売市場でのiTunes Music Storeの優位性を確信したからこその物であろう。以後大量の音楽ファイルがオンラインで販売され始めることになり、それを再生する機器としてのiPodの需要を生み出すという好循環が実現した。
iPod miniの発売後しばらくしてアナリストからはアップルがフラッシュメモリプレーヤーに進出するという観測が流れ始めた。これは結局、iPod shuffleという形で実現する。2005年1月に発売されたiPod shuffleはチューインガム状のUSBストレージクラスに対応したMP3プレーヤーで、容量1GBの製品価格は16,980円と、同容量の他のメーカーの製品より約5,000円も安かった。ここでも容量単価の低さを重視するアップルの基本戦略が発揮された。この製品もまた大好評となり、発売当初は品簿状態となった。iPod shuffleを買えなかった顧客が売場でソニーの同型フラッシュメモリ型ウォークマンなど別のメーカーの製品を買っていく現象もあって、売上を落したメーカーは無かったが、各社ともiPod shuffleの価格設定をアップルの戦略的なものと見なしており、対応策に追われていた。
その後iPod nanoとムービー再生機能を搭載した第5世代iPodが発売される。鮮やかなカラー液晶を搭載し、nanoに関しては一部を除きHDDタイプと機能的に劣ることなく、最大4GB（当時）のメモリが搭載され、更に小型化されたこともあって爆発的ヒットとなった。これによりiPod miniは発売終了となった。初代nanoについては画面に傷が付きやすいという問題がユーザの間で話題となり、その後保護ケースを同梱するなどの対策がとられた。

### HDD方式の欠点
2000前半から中盤にかけてのデジタルオーディオプレーヤーは、フラッシュメモリに記録するタイプとハードディスクドライブ (HDD) に記録するタイプに大きく分けられた。
フラッシュメモリのタイプの特徴としては、小型で軽量、振動に対して音飛びが発生しない、回転部がないために電池の持ちが比較的良いために低電圧の汎用乾電池で動作する物が多い、などが挙げられる。その一方、メモリそのものの記憶単価が高いことから、メモリ容量は2000年代前半で128MB～4GB程度と小さく、またギガバイトを超える容量の製品は高価になっていた。そのため、デジタルオーディオプレーヤーも2004年頃まではメモリ容量がおおむね64MB～256MB程度にとどまっていた。しかし、フラッシュメモリの大容量・低価格化は急ピッチで進み、デジタルオーディオプレーヤーの分野でも2005年には急激な大容量化が見られた。2005年に登場したiPod nanoは従来の「半導体メモリ＝高価」という常識を覆し、当時通常の実売価格が4万～5万円といわれた4GBのフラッシュメモリを用いたモデルを27,800円で発表し、話題をさらった。アップルはサムスンから市場価格を大きく下回る価格でフラッシュメモリを仕入れたと言われている。その後もメモリの大容量化は進んだ。
HDDのタイプは、2000年前後には大型の2.5インチハードディスクを使用するものがあったが、こちらは携帯というよりはポータブルに近いものだった。2000年代前半にはマイクロドライブなど1.0インチ以下のハードディスクを使用するタイプと5GB～60GBのPCカード大の1.8インチハードディスクを使うタイプが登場した。大容量だがやや大きくて重くなるという特徴を持つ。また震動やショックに対して損傷の可能性があり、電源負荷が大きいため乾電池での駆動は難しく、専用のリチウムイオン二次電池と充電器構成を取る。また、USBバスパワーからの充電が可能な製品も多い。2004年～2005年頃で1.0インチ以下で1GB～6GB程度の容量、1.8インチで5GB～60GB程度の容量となっている。
2000年代前半は各社とも両方のタイプをラインアップしていたが、2006年以降はフラッシュメモリの大容量化により、各社のラインアップのほとんどがフラッシュメモリタイプとなっていった。2007年時点ではフラッシュメモリを使用するプレーヤーが世界の出荷台数の9割程度を占めた。
その他、MP3を納めたフォルダをCD-Rに焼きつけ、そのCDを再生することができるCDプレーヤーもあった。

### ソニーの方針転換
ソニーは2001年にはデジタルオーディオプレイヤーのブランドを「ネットワークウォークマン」に統一し、さらにPCにリッピングしたATRAC3ファイルの転送媒体をメモリではなくミニディスクにしたNet MD規格・2004年にHi-MD規格を発表した。
なお、NW-MS7発売当初から2004年上半期頃までは、付属ソフトの「OpenMG Juke Box（1999年～2001年）」「Sonic Stage」によって、リッピング・WAV/MP3のATRAC3へのコーデック・EMDサイトで購入したATRAC3方式のファイルを、記録媒体の「マジックゲートメモリースティック」・「シリコンメモリー」「Net MD」へチェックイン操作（任意のマジックゲート対応の1媒体へのみコピーが可能）で音楽ファイルを転送し、その転送先で不要になった音楽ファイルはチェックイン操作をした同じPCのソフト上でチェックアウト操作をする事でコピーしたデータが削除され再びソフト上でチェックインが可能となる方式だった。この強固な著作権保護技術によって、当初は著作権の私的範囲内でもOpen MGで暗号化されたATRAC3ファイルのバックアップが一切不可能など制約が多かった。これは、後にアップグレードによって改善・弾力化された。
エイベックスやソニー・ミュージックエンタテインメント（音楽レーベル事業部、現・ソニー・ミュージックレーベルズ）などのレコード会社は、ネットによる違法コピー対策としてコピーコントロールCD（CCCD）を開発し、パソコンに曲をコピーできない仕様のCDを販売してきたが、MP3プレーヤーに曲を取り込めないという弊害もあり、特にソニーBMG製CD XCP問題は世界中で不評を招いた。その後は、各社ともMP3プレーヤーの普及に合わせてコピーコントロールCDから撤退していった。
ソニーは元々独自規格のATRAC3専用機を開発・販売し、汎用的なMP3対応機は販売していなかったが、2004年10月に方針転換し、MP3再生に対応する機器の販売を開始した。しかし、2007年頃までは北米・欧州のポータブルプレーヤー市場でのシェアはiPodの6割に対してソニーは1割弱だった。

### 携帯電話・スマートフォンとの融合
2000年代を通してデジタルオーディオプレーヤーは動画再生などの機能を拡張したデジタルメディアプレーヤーと共に利用され続けていたが、日本の携帯電話（フィーチャーフォン、俗にいうガラケー）は高機能化により音楽再生機能の搭載が一般的になり、ソニー・エリクソン・モバイルコミュニケーションズの音楽再生機能付き携帯電話「ウォークマン携帯」などは2007年1-3月期だけで1890万台（世界）を販売するなど、台数ベースでは単独デジタルオーディオプレーヤーを大きく上回る状態になっていた。新規に発売されるほとんどの日本の携帯電話機種が音楽ファイルをダウンロード・再生する機能を備えるようになったため、その後音楽再生機能に特化した音楽携帯というカテゴリ自体は縮小し、動画再生機能、WEB検索やワンセグなど別の附加機能がクローズアップされるようになった。
2000年代後半以降、アップルのiPhoneをはじめとするスマートフォンが急速に普及していき、スマートフォンやスマートウォッチなどに置き換えられるようになっていく。これらの機器は音楽再生はもちろんデジタルメディアプレーヤーのように動画再生が可能なだけではなく、さまざまなアプリをユーザーの目的に沿って導入することができることから、デジタルオーディオプレーヤーは一般のユーザーが耳を楽しませる役割を他の機器に譲っていった。
スマートフォン向けにYouTube Musicのアップロード機能・Google Play Musicのロッカー機能などのクラウドサービスも登場した。
スマートフォン自体に音楽機能が備わっているため、音質や電池消費などの使い分ける理由が無い限り、画面が小さくレスポンスの悪い事が多いオーディオプレーヤーはニッチジャンルとなった。またiPod touchなど「電話のできないスマートフォン」型のものも登場した。スマートフォンの発展を追い風に、2010年代になると、半導体などが安価、高速、小型、低発熱になり、例えばAndroidなど高機能なOSを搭載することが可能となった。これらの高機能なプレーヤーは無線LANでインターネットに接続してブラウジングしたり、音楽をダウンロードしたり、各種アプリケーションを追加して機能を増やすことが可能となっているものが多い。Android搭載のウォークマンは、音楽や動画のストリーミングサービスを高音質で利用できることがアピールされた。これらプレーヤーとスマートフォンの異なる点としては、WCDMAやLTEなどの無線WAN機能をオーディオプレーヤーは持っておらず、外出先ではインターネットに接続できなかったり、スマートフォンのように電話をかけたりすることはできない。
またAndroidやiOS等を搭載しているため、ネット環境(Wi-Fiやテザリング等)さえあればradikoやらじる★らじるのアプリを導入することでAM/FMラジオを聴くことができる。
デジタル機器の所有傾向の変化によりパソコンなしでの音楽取り込みのニーズが高まり、パソコンを介さずにCD取り込みを行えるCDドライブや、レコードやカセットなどのアナログ音源を取り込めるケーブルも発売されている。
アップルは2017年のshuffle、nanoの販売終了に続き、2022年のiPod touchの販売終了を最後にiPodの歴史に幕を下ろした。

### コモディティ化
スマートフォン普及の一方で廉価なデジタルオーディオプレーヤーはコモディティ化し依然として販売されているほか、また携帯型ナビゲーションシステムやデジタルフォトフレームなど何等かの機器の付加機能として組み込まれていたりしており、他方では熱狂的に優れた音響機器を欲するオーディオマニア向けのハイレゾリューションオーディオに対応した高価なデジタルオーディオプレーヤーも依然として新製品が市場に投入され続けている。
2018年頃からは、ハイレゾ対応を謳った音楽プレーヤーも安価に登場し始め、一例を上げればウォークマンでは最も安いグレードを除いてハイレゾ対応するといった実態になっている。しかしハイレゾとそれ以外の違いがわからないというユーザーも多かった。

## 市場の動向

### 日本の市場動向
日本の携帯電話は2000年代時点で多機能化が進み、MP3が再生出来る機器が増加し、これら携帯電話がMP3プレーヤーとしても利用された。MP3再生を主にした音楽携帯も存在した。
日本では、2002年8月から2010年7月まで、8年間にわたってAppleのiPodが月間販売台数シェアの1位を独占していた。ウォークマンがそれに続き、その他の国内メーカーではケンウッドのMedia Kegシリーズなどの競合製品も展開されていた。
2014年頃から「格安スマホ」として日本でもSIMフリースマートフォンが普及。AmazonなどのオンラインショッピングでいわゆるSIMフリースマートフォンがこれらのオーディオプレーヤーとほぼ互角の価格で販売されるようになった。
AppleのiPhoneへの注力に伴い、ウォークマンのシェアも復調。GfK Japanの2010年の年間台数シェア調査によると、日本のデジタルオーディオプレーヤー市場はアップルのiPodが約55%、ソニーのウォークマンが約40%を占めていた。

### 韓国の市場動向
韓国では独自のモバイル機器の発達を見せており、iRiverやiAudioの占めるシェアの割合がiPodよりも高い。

### 中国の市場動向
中国では、aigo、ONDA、Ramos、DEGEN、TECSUNなどの地元メーカーのシェアが高い。2005年頃に中小メーカーが淘汰されたとはいえ、それでも多くのメーカーがしのぎを削り新製品を投入している。

### 他製品との比較
デジタル音楽プレーヤーの世界出荷台数は2004年で2,640万台 (IDC)～2,780万台 (In-Stat)、iPod が世界的にヒットした2005年には推定6,000万台以上と見られている。日本でも2005年にはMDの出荷台数が前年の半分以下にまで落ち込み、フラッシュメモリやHDDを用いたデジタル音楽プレーヤーへの世代交代が急速に進んだ。
他の製品との比較では、2005年頃のパソコンの世界出荷台数は2億台を超える規模、2005年頃の携帯電話の世界出荷台数は8億台以上（2006年は10億台弱の見通し、ガートナー）の規模をもち、単体のデジタル音楽プレーヤーの出荷台数はそれほど多くはない。情報機器の世代交代では、記録・再生技術や使い勝手などハードウェアの技術革新と流通・サービスの技術革新で従来よりも市場規模が拡大する現象がしばしば見られ、デジタル音楽プレーヤーも、音楽も聴けるフィーチャーフォンやスマートフォンの普及で変わってきているとはいえ、今後さらに規模が拡大するとの予想も出ている。たとえば、カメラの場合、国内のカメラ市場は、フィルムカメラ時代のおおむね500万台近辺からデジタルカメラに転換した後には900万台弱に拡大している。
デジタル音楽の再生機能は、単体プレーヤー以外にも、旧来のPDAや携帯電話にも搭載されつつある。携帯電話の世界的大手であるノキアは2006年4-6月期だけで、1,000万台を超える音楽対応デバイスを販売しているほか、ソニー・エリクソン・モバイルコミュニケーションズは2007年1-3月期だけで1890万台を世界市場で販売した。
旧来のパソコンとインターネットを使った音楽購入とデジタル音楽プレーヤーによる視聴以外に、携帯電話を用いた音楽の販売と視聴も、CDの販売額を徐々に落ち込ませるほどに広がりつつある。これはスマートフォンでモバイルブロードバンドの利用が容易になり、音楽の保存に使えるデータ領域も多くなり、更には近年人気の高い各種ストリーミングサービスなどが各社より数多く展開されているということ、および音楽プレーヤーにはパソコンが必要であり、パソコンの不要なプレーヤーは価格が高く普及していないことが背景にある。

## 主なメーカー

### 現行製品
代表製品シリーズのみを掲載する。
- ソニー - ウォークマン Wシリーズ、Eシリーズ、Sシリーズ、Aシリーズ、Fシリーズ、Zシリーズ、NWシリーズ
- アイリバー - Astell&Kern KANN、AK70 MK II、SP1000、SE100、SR15など
- ティアック - HA-P90SD
- Cowon（iAUDIO） - PLENUEシリーズなど
- グリーンハウス - Kana
- エムピオ - mpio（日本市場撤退）
- トランセンド - T.sonic MP3シリーズ
- iBasso Audio - DX200、DX150、DX120
- 山善 - キュリオム
- FiiO - X5 3rd、X1 2nd、X3 Mark III、X7 Mark II、M7 など

など

### 事業撤退
- Apple - iPod shuffle、iPod nano、iPod classic、iPod touch
- 日本ビクター - alneo（サポートはJVCケンウッドが継続）
- 東芝（家電事業部、現・東芝ライフスタイル） - gigabeat Uシリーズ、Tシリーズ、Vシリーズ（サポートのみ継続）
- シャープ - MPシリーズ、イーミューゼ
- SIREN（サポートはアイリバーが継続）
- SIGNEO
- 三洋電機 - Diply、Diply Music（ICレコーダーのXactiに機能統合、サポートのみ継続）
- オーム電機 - 現在はICレコーダーにステレオ出力で音楽再生機能を集約。
- リオ・ジャパン
- アドテック（mpioジャパンに事業移管）
- アイワ（初代法人、現・ソニーマーケティング）
- バーテックスリンク（COWONジャパンに事業移管）
- NHJ Che-ez R.A.P.,V@MP（サポートはシーグランドが継続）
- シーグランド - X-CUTE（破産）
- 松下電器産業  →パナソニック（初代法人） - D-snap（ビエラ・ワンセグがD-snapの機能を持つため事実上の後継となる）
- オリンパス（現・OMデジタルソリューションズ） - m:robe（ICレコーダーのVoice-Trek → OM SYSTEM WSシリーズ、およびリニアPCMレコーダーのLSシリーズ → OM SYSTEM LSシリーズに機能統合）
- 富士通パーソナルズ - CuPlay
- アイ・オー・データ機器 - Hyper-Hyde
- NHC - EcoLong（倒産）
- Archos - Jukeboxシリーズ、Ondioシリーズ等
- ソースネクスト - ミュージック速DISK
- 日立マクセル（コンシューマー事業部、現・電響社 マクセル事業本部）
- TDK（TDKマーケティング） - MOJO
- 富士フイルムアクシア - ZeroCORE
- NAPA - MCD380,DAV315
- NextWave - TW-Fシリーズ
- マイクロソフト - Zune（日本国内未発売）
- ターボリナックス - Wizpy（DAP製品の販売終了）
- シネックスインフォテック
- ケンウッド（JVCケンウッド） - MEDIA Keg
- クリエイティブテクノロジー - Zen、ZiiO
- サンディスク - Sansa
- 日立リビングサプライ - iμs（アイミューズ）
- サン電子 - TalkMaster
- アプライド - MBMP-7
- アイ・テック - CDS-U2 (QTEC)
- パイオニア（オンキヨー&パイオニアマーケティングジャパン → オンキヨーホームエンターテイメント） - Private XDP-30R、XDP300R、XDP-20など
- オンキヨー（オンキヨー&パイオニアマーケティングジャパン → オンキヨーホームエンターテイメント） - rubato DP-S1、DP-X1Aなど